# 小田栄 (川崎市)
小田栄（おださかえ）は、神奈川県川崎市川崎区の地名。現行行政地名は、小田栄1丁目から小田栄2丁目。住居表示実施済み区域。

## 地理
川崎区の西部に位置し、北に渡田、北東に渡田東町・田島町、東に鋼管通、南西に小田と接している。小田栄1丁目は全域が第二種住居地域で、小田栄2丁目は近隣商業地域、工業地域、準住居地域が混在している。

### 地価
住宅地の地価は、2024年（令和6年）1月1日の公示地価によれば、小田栄1丁目3-3の地点で30万1000円/m²となっている
。

## 歴史

### 沿革
- 1936年（昭和11年）3月 - 耕地整理により、小田、渡田、菅沢の各一部を分離し、小田栄町1丁目と小田栄町2丁目を新設。
- 1970年（昭和45年）7月1日 - 住居表示の実施に伴い、小田栄町の一部を分離し、小田栄1丁目を新設。
- 1972年（昭和47年）4月1日 - 川崎市が政令指定都市の制定に伴い、川崎区が新設。川崎市川崎区小田栄1丁目または、小田栄町となる。
- 1973年（昭和48年）3月1日 - 住居表示の実施に伴い、小田栄町の一部を分離し、小田栄2丁目を新設[5][8]。

## 世帯数と人口
2025年（令和7年）6月30日現在（川崎市発表）の世帯数と人口は以下の通りである。
| 丁目        | 世帯数    | 人口    |
| ----------- | --------- | ------- |
| 小田栄1丁目 | 957世帯   | 1,579人 |
| 小田栄2丁目 | 1,889世帯 | 5,015人 |
| 計          | 2,846世帯 | 6,594人 |

### 人口の変遷
国勢調査による人口の推移。
| 年                 | 人口  |
| ------------------ | ----- |
| 1995年（平成7年）  | 1,911 |
| 2000年（平成12年） | 1,738 |
| 2005年（平成17年） | 1,587 |
| 2010年（平成22年） | 4,982 |
| 2015年（平成27年） | 6,749 |
| 2020年（令和2年）  | 6,893 |

### 世帯数の変遷
国勢調査による世帯数の推移。
| 年                 | 世帯数 |
| ------------------ | ------ |
| 1995年（平成7年）  | 787    |
| 2000年（平成12年） | 739    |
| 2005年（平成17年） | 752    |
| 2010年（平成22年） | 1,857  |
| 2015年（平成27年） | 2,501  |
| 2020年（令和2年）  | 2,591  |

## 学区
市立小・中学校に通う場合、学区は以下の通りとなる（2025年1月時点）。
| 丁目        | 番・番地等 | 小学校             | 中学校             |
| ----------- | ---------- | ------------------ | ------------------ |
| 小田栄1丁目 | 全域       | 川崎市立新町小学校 | 川崎市立渡田中学校 |
| 小田栄2丁目 | 全域       | 川崎市立渡田小学校 | 川崎市立臨港中学校 |

## 事業所
2021年（令和3年）現在の経済センサス調査による事業所数と従業員数は以下の通りである。
| 丁目        | 事業所数  | 従業員数 |
| ----------- | --------- | -------- |
| 小田栄1丁目 | 41事業所  | 241人    |
| 小田栄2丁目 | 66事業所  | 1,564人  |
| 計          | 107事業所 | 1,805人  |

### 事業者数の変遷
経済センサスによる事業所数の推移。
| 年                 | 事業者数 |
| ------------------ | -------- |
| 2016年（平成28年） | 110      |
| 2021年（令和3年）  | 107      |

### 従業員数の変遷
経済センサスによる従業員数の推移。
| 年                 | 従業員数 |
| ------------------ | -------- |
| 2016年（平成28年） | 1,662    |
| 2021年（令和3年）  | 1,805    |

## 交通

### 鉄道
- JR東日本 南武線 支線
  - 小田栄駅

## 施設
- イトーヨーカドー 川崎店
- ロピア 小田栄店[19]

## その他

### 日本郵便
- 郵便番号 : 210-0843[3]（集配局 : 川崎港郵便局[20]）

### 警察
町内の警察の管轄区域は以下の通りである。
| 町丁        | 番・番地等 | 警察署         | 交番・駐在所 |
| ----------- | ---------- | -------------- | ------------ |
| 小田栄1丁目 | 全域       | 川崎警察署     | 京町通交番   |
| 小田栄2丁目 | 全域       | 川崎臨港警察署 | 浜町交番     |